# Associazione Calcio Renate 2011-2012
Questa pagina raccoglie le informazioni riguardanti l 'Associazione Calcio Renate nelle competizioni ufficiali della stagione 2011-2012.

## Stagione
Nella stagione 2011-2012 il Renate disputa il girone A del suo secondo campionato di Lega Pro di Seconda Divisione, vi raccoglie 48 punti che valgono il dodicesimo posto finale. Allenato da Oscar Magoni il Renate disputa un torneo con andamento regolare, raccogliendo infatti 24 punti tanto nel girone di andata ché nel girone di ritorno, con i 48 punti ottenuti che ha raccolto in campionato è giunto con quattro lunghezze di vantaggio sui i Play-out. Mentre in Coppa Italia di Lega Pro la squadra nerazzurra vince il girone B di qualificazione, superando la Pro Vercelli, il Monza, il Montichiari ed il Pergocrema, poi nel primo girone ad eliminazione diretta viene superata dalla Tritium, che si impone a Meda (1-3).

## Organigramma societario
Area direttiva
- Predidenti: Luigi Spreafico e Giancarlo Citterio
- Vicepresidente: Massimo Villa
- Amministratore delegato: Raffaele Perillo
- Direttore sportivo: Luigi Abbate

Area tecnica
- Allenatore: Oscar Magoni
- Viceallenatore: Gioacchino Adamo
- Preparatore atletico: Marco Salvan
- Massaggiatore: Alessandro Pozzi

## Rosa
| N. |                   | Ruolo | Calciatore            |
| -- | ----------------- | ----- | --------------------- |
|    | Italia (bandiera) | D     | Fabio Adobati         |
|    | Italia (bandiera) | C     | Alessio Battaglino    |
|    | Italia (bandiera) | D     | Marco Bergamini       |
|    | Italia (bandiera) | A     | Riccardo Capogna      |
|    | Italia (bandiera) | C     | Paolo Carminati       |
|    | Italia (bandiera) | C     | Gabriele Cavalli      |
|    | Italia (bandiera) | C     | Simone Cerea          |
|    | Italia (bandiera) | D     | Alessandro Cortinovis |
|    | Italia (bandiera) | A     | Marco Dalla Costa     |
|    | Italia (bandiera) | D     | Gian Marco Ferrari    |
|    | Italia (bandiera) | A     | Marco Gaeta           |
|    | Italia (bandiera) | C     | Fabio Gavazzi         |

| N. |                   | Ruolo | Calciatore            |
| -- | ----------------- | ----- | --------------------- |
|    | Italia (bandiera) | A     | Simone Ghezzi         |
|    | Italia (bandiera) | D     | Giorgio Gori          |
|    | Italia (bandiera) | C     | Luciano Gualdi        |
|    | Italia (bandiera) | P     | Gianmarco Lenzi       |
|    | Italia (bandiera) | C     | Christian Mangiarotti |
|    | Italia (bandiera) | C     | Jacopo Mantovani      |
|    | Italia (bandiera) | C     | Dario Mastrototaro    |
|    | Italia (bandiera) | A     | Davide Mazzini        |
|    | Italia (bandiera) | D     | Stefano Morotti       |
|    | Italia (bandiera) | P     | Matteo Pisseri        |
|    | Italia (bandiera) | D     | Erri Praino           |
|    | Italia (bandiera) | C     | Ronny Valerio         |

## Risultati

### Campionato di Lega Pro - Seconda Divisione

#### Girone di andata
| Arbitro: | Petroni (Roma) |

|                       |           |           |
| Cuneaz 27’ Degano 90’ | Marcatori | 10’ Gaeta |

| Meda 11 settembre 2011 2ª giornata | Renate         | 0 – 0 | Pro Patria | Stadio Città di Meda\| Arbitro: \| Adduci (Paola) \| |
| Arbitro:                           | Adduci (Paola) |       |            |                                                      |

| Arbitro: | Paolini (Ascoli Piceno) |

|                   |           |  |
| St. Franchi 90+1’ | Marcatori |  |

| Arbitro: | Romani (Modena) |

|  |           |                     |
|  | Marcatori | 68’ (rig.) M. Perna |

| Arbitro: | Cangiano (Napoli) |

|                        |           |  |
| Ghezzi 32’ Mazzini 58’ | Marcatori |  |

| Arbitro: | Morreale (Roma) |

|                                       |           |                |
| Iv. Graziani 68’, 90+4’ Baldinini 78’ | Marcatori | 70’ Battaglino |

| Arbitro: | Formato (Benevento) |

|           |           |  |
| Gaeta 47’ | Marcatori |  |

| Casale Monferrato 16 ottobre 2011 8ª giornata | Casale             | 0 – 0 | Renate | Stadio Natale Palli\| Arbitro: \| Fabbrini (Livorno) \| |
| Arbitro:                                      | Fabbrini (Livorno) |       |        |                                                         |

| Arbitro: | G. Ceccarelli (Rimini) |

|                                                  |           |                     |
| Capogna 8’, 47’ Mangiarotti 15’ Mastrototaro 36’ | Marcatori | 56’ Pera 79’ Falomi |

| Arbitro: | De Meo (Foggia) |

|              |           |            |
| A. Rossi 74’ | Marcatori | 71’ Ghezzi |

| Arbitro: | Losito (Pesaro) |

|                    |           |                   |
| Cavalli 22’ (rig.) | Marcatori | 78’ (rig.) Buglio |

| Arbitro: | Fiore (Barletta) |

|                       |           |               |
| Vittori 9’ Spighi 54’ | Marcatori | 57’ Bergamini |

| Arbitro: | Maresca (Napoli) |

|               |           |  |
| Adobati 90+1’ | Marcatori |  |

| Lecco 16 novembre 2011 14ª giornata | Lecco            | 0 – 0 | Renate | Stadio Rigamonti-Ceppi\| Arbitro: \| Ferrari (Mestre) \| |
| Arbitro:                            | Ferrari (Mestre) |       |        |                                                          |

| Arbitro: | Taioli (Cesena) |

|                                            |           |  |
| Battaglino 11’ Mangiarotti 71’ Gaeta 90+3’ | Marcatori |  |

| Arbitro: | Formato (Benevento) |

|                     |           |            |
| Staffolani 30’, 55’ | Marcatori | 7’ Capogna |

| Arbitro: | Bellotti (Verona) |

|  |           |                          |
|  | Marcatori | 52’ Staiti 90+2’ Ciarcià |

| Arbitro: | Bruno (Torino) |

|             |           |                 |
| Checchi 31’ | Marcatori | 85’ Mangiarotti |

| Arbitro: | Cangiano (Napoli) |

|                  |           |                     |
| Mazzini 17’, 78’ | Marcatori | 75’ (rig.) Miracoli |

#### Girone di ritorno
| Arbitro: | Pezzuto (Lecce) |

|  |           |                       |
|  | Marcatori | 5’ Nassi 34’ Fanucchi |

| Arbitro: | Melidoni (Frattamaggiore) |

|  |           |                              |
|  | Marcatori | 61’ Mazzini 81’ J. Mantovani |

| Arbitro: | Fabbrini (Livorno) |

|                      |           |                      |
| Mangiarotti 44’, 69’ | Marcatori | 64’, 89’ Pietribiasi |

| Arbitro: | Casaluci (Lecce) |

|  |           |                 |
|  | Marcatori | 60’ Mangiarotti |

| Arbitro: | Bietolini (Firenze) |

|                |           |                  |
| N. Zanetti 40’ | Marcatori | 78’ (aut.) Orfei |

| Arbitro: | Mangialardi (Pistoia) |

|                |           |  |
| Cortinovis 76’ | Marcatori |  |

| Arbitro: | Abisso (Palermo) |

|                                    |           |                 |
| Lapadula 6’, 49’ D'Antoni 35’, 52’ | Marcatori | 68’ Dalla Costa |

| Meda 26 febbraio 2012 27ª giornata | Renate          | 0 – 0 | Casale | Stadio Città di Meda\| Arbitro: \| Merlino (Udine) \| |
| Arbitro:                           | Merlino (Udine) |       |        |                                                       |

| Arbitro: | Giorgetti (Cesena) |

|                       |           |  |
| Cirina 27’ Dierna 29’ | Marcatori |  |

| Arbitro: | Todaro (Palermo) |

|            |           |  |
| Gualdi 48’ | Marcatori |  |

| Arbitro: | Reni (Pistoia) |

|              |           |            |
| Aresti 90+3’ | Marcatori | 16’ Ghezzi |

| Arbitro: | Martinelli (Roma) |

|                  |           |                       |
| Gaeta 45’ (rig.) | Marcatori | 52’, rig.’ Buonocunto |

| Arbitro: | Piccinini (Forlì) |

|                      |           |                  |
| D. Lodi 90+5’ (rig.) | Marcatori | 58’ (rig.) Gaeta |

| Arbitro: | De Meo (Foggia) |

|            |           |             |
| Mazzini 5’ | Marcatori | 9’ N. Galli |

| Arbitro: | Lanza (Nichelino) |

|             |           |            |
| Dimas 90+2’ | Marcatori | 4’ Mazzini |

| Arbitro: | Formato (Benevento) |

|                                                 |           |                         |
| Lorusso 21’ (aut.) Adobati 40’ J. Mantovani 81’ | Marcatori | 90+2’ (rig.) Staffolani |

| Arbitro: | Magnani (Frosinone) |

|                                      |           |  |
| Falcier 44’ Lenzoni 45+2’ Favret 84’ | Marcatori |  |

| Arbitro: | Pelagatti (Arezzo) |

|                   |           |                                     |
| Dalla Costa 90+1’ | Marcatori | 2’ Gucci 31’ Lorenzini 88’ Tognozzi |

| Arbitro: | Baldicchi (Città di Castello) |

|                 |           |                                   |
| Prandi 27’, 35’ | Marcatori | 74’ Carminati 76’ (aut.) Manfredi |

### Coppa Italia di Lega Pro

#### Girone B
| Arbitro: | Rasia (Bassano del Grappa) |

|           |           |                                         |
| Dimas 13’ | Marcatori | 8’ Capogna 24’ (rig.) Cavalli 84’ Gaeta |

| Arbitro: | Barbeno (Brescia) |

|                                                |           |  |
| Cavalli 47’ (rig.) Mazzini 65’ Mangiarotti 71’ | Marcatori |  |

| Arbitro: | Aureliano (Bologna) |

|           |           |                |
| Calvi 55’ | Marcatori | 30’ Battaglino |

| 28 agosto 2011 4ª giornata |  | – Turno di riposo Renate |  |  |

| Meda 31 agosto 2011 5ª giornata | Renate           | 0 – 0 | Monza | Stadio Città di Meda\| Arbitro: \| Fiore (Barletta) \| |
| Arbitro:                        | Fiore (Barletta) |       |       |                                                        |

#### Primo turno eliminatorio
| Arbitro: | Rasia (Bassano del Grappa) |

|                |           |                                              |
| Giangaspro 65’ | Marcatori | 5’ Chimenti 51’ (aut.) Gavazzi 81’ Spampatti |